# Jussi Tarvainen
Jussi Tarvainen, född 31 maj 1976 i Lahtis, är en finsk före detta professionell ishockeyspelare. Tarvainen inledde sin seniorkarriär med att spela fyra säsonger för sin moderklubb KalPa i Liiga mellan 1993/94 och 1996/97. Därefter spelade han två respektive fyra säsonger för JYP och Tappara. Med Tappara spelade han om finskt guld tre år i följd, där resultatet blev ett guld och två silver. Säsongen 2000/01 tilldelades han Jari Kurri Award som går till slutspelets bästa spelare.
Efter tio säsonger i Liiga tillbringade Tarvainen säsongerna 2003/04 till 2007/08 utomlands. I Elitserien spelade han tre säsonger för Linköping HC, samt en halv var för Malmö Redhawks och Luleå HF. Han representerade också den schweiziska klubben EHC Basel i Nationalliga A och den österrikiska klubben EC Red Bull Salzburg i EBEL. Under de sista åren av sin karriär spelade Tarvainen för finska SaiPa och österrikiska EC Dornbirn. Han spelade också ett fåtal matcher för tjeckiska KLH Chomutov och LeKi i den finska andraligan Mestis.
Som junior representerade Tarvainen Finland under JVM vid tre tillfällen. Han spelade också två JEM.

## Karriär

### Klubblag
Tarvainen fick sitt genombrott när han som 17-årig högerskytt debuterade för moderklubben KalPa i Liiga och därefter draftades i fjärderundan 1994, av Edmonton Oilers som 95:e spelare totalt. Under sin debutsäsong i Liiga stod Tarvainen för tre mål och fyra assist på 42 grundseriematcher. Under säsongen spelade han också en match för JHT Kalajoki i I-Divisioona. Tarvainen spelade ytterligare tre säsonger för KalPa där han gjorde sin poängmässigt bästa säsong 1996/97 och noterades för 40 poäng på 49 grundseriematcher (14 mål, 26 assist). Han vann lagets interna poängliga den säsongen och var också den spelare i lagets som gjorde flest assistpoäng.
Inför säsongen 1997/98 lämnade Tarvainen KalPa för spel i seriekonkurrenten JYP. Totalt spelade han två säsonger för klubben och vann under båda säsongerna lagets interna poängliga. Under den andra säsongen i JYP vann han också lagets interna skytteliga. Inför säsongen 1999/00 anslöt Tarvainen till Tappara. Under sin andra säsong i klubben vann han lagets interna poängliga i grundserien och gjorde sin karriärs poängmässigt främsta säsong i Liiga. På 56 grundseriematcher noterades han för 55 poäng (23 mål och 32 assist). Detta blev också hans toppnotering vad gäller assister under en och samma säsong. I det efterföljande slutspelet tog sig Tappara till final, där man dock föll mot HC TPS med 3–1 i matcher. Han blev tvåa i slutspelets poängliga, bakom Alexander Barkov, och stod för tio poäng på lika många matcher. I slutspelet var Tarvainen den spelare som gjorde flest mål (8) och han tilldelades därefter Jarri Kurri Award, som går till slutspelets bästa spelare. Dessutom blev Tarvainen invald i ligans All Star-lag.
Inför säsongen 2001/02 utsågs Tarvainen till en av Tapparas assisterande lagkaptener. Laget vann grundserien och Tarvainen hade sin högsta målnotering under en och samma säsong. På 56 grundseriematcher stod han för 50 poäng, varav 24 mål, vilket gav honom en andra plats i lagets interna poängliga. Tarvainen var den spelade i grundserien som gjorde flest matchavgörande mål (8). I slutspelet tog sig laget åter till final, där man för andra året i följd tog ett silver. Man förlorade finalserien mot Jokerit med 3–1 i matcher. Säsongen 2002/03 kom att bli Tarvainens sista med Tappara. För tredje säsongen i följd tog sig laget till final i slutspelet, där man besegrade Kärpät med 3–0 i matcher. Tarvainen tilldelades därmed ett finskt guld och Tappara vann sitt första finska mästerskap på 15 år.
Den 16 april 2003 bekräftades det att Tarvainen skrivit ett tvåårsavtal med Linköping HC i Elitserien. Tarvainen gjorde Elitseriedebut den 24 september 2003 och gjorde samtidigt sitt första mål i serien, på Björn Bjurling, i en 0–4-seger mot Djurgårdens IF. Den 13 januari 2004 gjorde Tarvainen ett hat trick då Leksands IF besegrades med 6–0. I grundserien slutade Tarvainen tvåa i lagets interna poängliga och var den spelare i laget som gjorde flest mål. På 48 matcher noterades han för 35 poäng (20 mål, 15 assist). Linköping tog sig för första gången i klubbens historia till SM-slutspel, där man åkte ut i kvartsfinalserien mot Timrå IK med 4–1 i matcher. Efter ytterligare två säsonger med Linköping stod det i slutet av maj 2006 klart att Tarvainen lämnat Linköping, trots att han hade ett år kvar på sitt avtal med klubben.
Säsongen 2006/07 inledde Tarvainen med den schweiziska klubben EHC Basel i Nationalliga A. Han spelade 27 grundseriematcher för klubben och noterades för 15 poäng innan det den 15 december 2006 meddelades att Tarvainen återvänt till Elitserien. Han hade då skrivit ett tvåårsavtal med Malmö Redhawks. Redhawks slutade sist i grundserien, där Tarvainen på 24 matcher stod för fyra mål och sex assist. Klubben degraderades till Hockeyallsvenskan sedan man slutat på tredje plats i Kvalserien till Elitserien i ishockey 2007. Detta innebar att Tarvainens avtal med klubben inte längre gällde.
Den 20 augusti 2007 bekräftades det att Tarvainen anslutit till Luleå HF. Under en match mot Färjestad BK den 6 oktober samma år ådrog han sig en skada då en motståndares skridsko skar upp ett långt sår i hans lår. Efter att ha producerat elva poäng på 39 grundseriematcher för Luleå lämnade han klubben i slutet av januari 2008 för att avsluta säsongen med spel för EC Red Bull Salzburg i EBEL. Han spelade sju matcher för klubben och vann österrikiskt guld. Efter fem säsonger utomlands meddelades det i maj 2008 att Tarvainen återvänt till Finland då han skrivit ett ettårsavtal med SaiPa i Liiga. Poängmässigt gjorde han sin sämsta säsong i Liiga sedan hans debutsäsong 1993/94 (14 poäng på 37 grundseriematcher). Då SaiPa inte längre hade någon chans att nå slutspel avslutade Tarvainen säsongen med KLH Chomutov i den tjeckiska andraligan.
Säsongen 2009/10 spelade Tarvainen för EC Dornbirn i den österrikiska andraligan. Han slutade på andra plats i den totala poängligan då han hade ett poängsnitt på nära två poäng per match. På 36 grundseriematcher noterades han för 70 poäng (27 mål, 43 assist). Tarvainen gjorde sitt sista framträdande som professionell ishockeyspelare i december 2010 då han skrev ett korttidsavtal med LeKi i den finska andraligan Mestis, där han spelade två matcher.

### Internationellt
Som junior spelade Tarvainen två JEM och tre JVM för Finland. I april 1993 spelade han JEM i Polen. Finland slutade på fjärde plats i turneringen, där Tarvainen stod för tre poäng på fem matcher. Han spelade ytterligare ett JEM året därpå, i Finland. Laget slutade åter på fjärde plats och Tarvainen var Finlands främsta poängplockare och målgörare under turneringen då han stod noterad för sex poäng på fem matcher, varav fyra mål.
Han spelade sitt första JVM i Tjeckien 1994. Tarvainen gick poänglös ur de fem matcherna han spelade och Finland slutade på fjärde plats i turneringen. Finland slutade på fjärde plats även det efterföljande JVM:et, som detta år avgjordes i Kanada. Tarvainen gjorde sitt poängmässigt främsta JVM med fyra poäng på sex matcher. Han var också den spelare i Finland som drog på sig flest antal utvisningsminuter (32). Han spelade sitt tredje och sista JVM 1996 i USA. Detta var första året som JVM avgjordes via ett slutspel. Finland slutade på tredje plats i grupp A och slogs ut i kvartsfinal av Ryssland med 6–2. Tarvainen noterades för ett mål på sex matcher.
Tarvainen gjorde A-landslagsdebut under säsongen 1997/98 och spelade totalt sju A-landskamper under sin karriär.

## Statistik

### Klubblag
| 1993–94      | KalPa                | Liiga        | 42  | 3   | 4   | 7   | 20  | —  | —  | —  | —  | —  |
| 1993–94      | JHT                  | I-Divisioona | 1   | 0   | 0   | 0   | 4   | —  | —  | —  | —  | —  |
| 1994–95      | KalPa                | Liiga        | 45  | 10  | 7   | 17  | 34  | 3  | 0  | 0  | 0  | 2  |
| 1995–96      | KalPa                | Liiga        | 47  | 8   | 11  | 19  | 50  | —  | —  | —  | —  | —  |
| 1996–97      | KalPa                | Liiga        | 49  | 14  | 26  | 40  | 62  | 6  | 4  | 3  | 7  | 4  |
| 1997–98      | JYP                  | Liiga        | 43  | 12  | 26  | 38  | 59  | —  | —  | —  | —  | —  |
| 1998–99      | JYP                  | Liiga        | 54  | 17  | 24  | 41  | 84  | 3  | 0  | 0  | 0  | 8  |
| 1999–00      | Tappara              | Liiga        | 52  | 20  | 27  | 47  | 91  | 4  | 1  | 0  | 1  | 2  |
| 2000–01      | Tappara              | Liiga        | 56  | 23  | 32  | 55  | 36  | 10 | 8  | 2  | 10 | 2  |
| 2001–02      | Tappara              | Liiga        | 56  | 24  | 26  | 50  | 42  | 10 | 4  | 3  | 7  | 0  |
| 2002–03      | Tappara              | Liiga        | 56  | 14  | 21  | 35  | 24  | 15 | 7  | 2  | 9  | 4  |
| 2003–04      | Linköping HC         | Elitserien   | 48  | 20  | 15  | 35  | 26  | 5  | 0  | 0  | 0  | 10 |
| 2004–05      | Linköping HC         | Elitserien   | 49  | 13  | 13  | 26  | 26  | 6  | 1  | 1  | 2  | 4  |
| 2005–06      | Linköping HC         | Elitserien   | 50  | 12  | 16  | 28  | 24  | 13 | 3  | 4  | 7  | 8  |
| 2006–07      | EHC Basel            | NLA          | 27  | 9   | 6   | 15  | 30  | —  | —  | —  | —  | —  |
| 2006–07      | Malmö Redhawks       | Elitserien   | 24  | 4   | 6   | 10  | 24  | 10 | 2  | 1  | 3  | 8  |
| 2007–08      | Luleå HF             | Elitserien   | 39  | 5   | 6   | 11  | 26  | —  | —  | —  | —  | —  |
| 2007–08      | EC Red Bull Salzburg | EBEL         | 7   | 0   | 2   | 2   | 4   | —  | —  | —  | —  | —  |
| 2008–09      | SaiPa                | Liiga        | 37  | 6   | 8   | 14  | 38  | —  | —  | —  | —  | —  |
| 2008–09      | KLH Chomutov         | CNHL         | —   | —   | —   | —   | —   | 7  | 1  | 3  | 4  | 2  |
| 2009–10      | EC Dornbirn          | ENL          | 36  | 27  | 43  | 70  | 36  | 7  | 4  | 8  | 12 | 10 |
| 2010–11      | LeKi                 | Mestis       | 2   | 0   | 0   | 0   | 0   | —  | —  | —  | —  | —  |
| Liiga totalt | Liiga totalt         | Liiga totalt | 537 | 151 | 212 | 363 | 540 | 51 | 24 | 10 | 34 | 22 |
| SHL totalt   | SHL totalt           | SHL totalt   | 210 | 54  | 56  | 110 | 126 | 34 | 6  | 6  | 12 | 30 |

### Internationellt
| År            | Lag           | Turnering     | Matcher | Mål | Assists | Poäng | Utv. |
| ------------- | ------------- | ------------- | ------- | --- | ------- | ----- | ---- |
| 1993          | Finland       | JEM           | 5       | 2   | 1       | 3     | 4    |
| 1994          | Finland       | JVM           | 5       | 0   | 0       | 0     | 2    |
| 1994          | Finland       | JEM           | 5       | 4   | 2       | 6     | 8    |
| 1995          | Finland       | JVM           | 6       | 3   | 1       | 4     | 32   |
| 1996          | Finland       | JVM           | 6       | 1   | 0       | 1     | 4    |
| Junior totalt | Junior totalt | Junior totalt | 27      | 10  | 4       | 14    | 50   |